# Leif Engqvist
Leif Engqvist, né le 30 juillet 1962 à Dalby (Suède), est un footballeur suédois, qui évoluait au poste de milieu de terrain à Malmö FF et en équipe de Suède.
Engqvist a marqué deux buts lors de ses dix-huit sélections avec l'équipe de Suède entre 1986 et 1990. Il participe avec son équipe nationale à la coupe du monde 1990. 

## Carrière
- 1985-1991 : Malmö FF
- 1992-1993 : Trelleborgs FF

## Palmarès

### En équipe nationale
- 18 sélections et 2 buts avec l'équipe de Suède entre 1986 et 1990.
- Participe au premier tour de la coupe du monde 1990.

### Avec le Malmö FF
- Vainqueur du Championnat de Suède de football en 1986 et 1988.
- Vainqueur de la Coupe de Suède de football en 1986 et 1989.